# Kostaryka na Mistrzostwach Świata w Lekkoatletyce 2019
Kostaryka na Mistrzostwach Świata w Lekkoatletyce 2019 – reprezentacja Kostaryki podczas mistrzostw świata w Doha liczyła czterech zawodników.

## Skład reprezentacji

### Mężczyźni
| Zawodnik        | Konkurencja | Kwalifikacje | Kwalifikacje | Finał | Finał   | Źródło |
| Zawodnik        | Konkurencja | Wynik        | Pozycja      | Wynik | Pozycja | Źródło |
| --------------- | ----------- | ------------ | ------------ | ----- | ------- | ------ |
| Roberto Sawyers | rzut młotem | 72,41 m      | 26.          | NQ    | NQ      | [ 1 ]  |

### Kobiety
| Zawodniczka    | Konkurencja                | Eliminacje | Eliminacje | Półfinał | Półfinał | Finał   | Finał   | Źródło            |
| Zawodniczka    | Konkurencja                | Wynik      | Pozycja    | Wynik    | Pozycja  | Wynik   | Pozycja | Źródło            |
| -------------- | -------------------------- | ---------- | ---------- | -------- | -------- | ------- | ------- | ----------------- |
| Gabriela Traña | maraton                    | —          | —          | —        | —        | 3:19:13 | 40.     | [ 2 ]             |
| Andrea Vargas  | bieg na 100 m przez płotki | 12.68      | 6. Q       | 12.65    | 8. q     | 12.64   | 5.      | [ 3 ] [ 4 ] [ 5 ] |
| Noelia Vargas  | chód na 20 km              | —          | —          | —        | —        | 1:46:30 | 36.     | [ 6 ]             |